# Guerra de gangues no Haiti
A guerra de gangues ou Guerra Civil Haitiana ou ainda insurgência criminal no Haiti é um conflito civil, em andamento, entre as Forças Revolucionárias da Família G9 e Aliados (FRG9 ou G9), o G-Pep e o Governo do Haiti.
O governo e as forças de segurança haitianas têm lutado para manter o controle de Porto Príncipe em meio a este conflito. Em 2023, fontes oficiais estimavam que grupos armados controlassem até 90% da capital.
Em resposta à escalada dos combates entre gangues, também surgiu um movimento de justiceiros armados, conhecido como bwa kale (do francês bois calé, "peso de porta"), com o objetivo de combater as gangues.
Em 2 de outubro de 2023, foi aprovada a Resolução 2699 do Conselho de Segurança das Nações Unidas, autorizando uma "missão multinacional de apoio à segurança" liderada pelo Quênia ao Haiti.
Em março de 2024, a violência de gangues espalhou-se por Porto Príncipe visando demitir o primeiro-ministro, que também atuava como presidente, Ariel Henry, levando ao assalto a duas prisões e à libertação de milhares de prisioneiros. Estes ataques e os subsequentes ataques a várias instituições governamentais levaram o governo haitiano a declarar o estado de emergência e a impor um recolher obrigatório. Em 11 de março, Henry concordou em renunciar assim que um governo tradicional fosse formado.

## Antecedentes
Os grupos armados não estatais estão firmemente estabelecidos no Haiti desde a década de 1950. Esse processo começou com a criação de milíciass paramilitaress (os Tontons Macoutes) pelo ditador  François Duvalier. Esses grupos eram usados para reprimir violentamente os dissidentes . Após o fim da ditadura e a remoção de Jean-Claude Duvalier do poder, em 1986, a violência não estatal continuou. Os Tontons Macoutes foram desbaratados, mas nunca foram desarmados, e se reorganizaram como milícias de extrema-direita. Os políticos haitianos continuaram a usar grupos armados para defender seus interesses, manipular eleições e reprimir manifestações públicas. Em 1994, o presidente Jean-Bertrand Aristide proibiu os grupos armados pró-Duvalier e dissolveu as Forças Armadas do Haiti, mas isso não resolveu o problema porque, mais uma vez, não houve desarmamento. Como resultado, ex-militares e milicianos continuaram a engrossar as fileiras das facções militantes não oficiais. De 1994 a 2004, uma insurreição anti-Aristide ocorreu em Porto Príncipe, quando ex-militares atacaram o governo. Em resposta ao caos, os jovens haitianos criaram grupos de autodefesa, chamados les chimères, que receberam apoio da polícia e do governo para consolidarem suas posições.
Com o apoio de facto do Estado e do partido Fanmi Lavalas, de Aristide, as gangues de jovens assumiram o controle de comunas inteiras e tornaram-se cada vez mais independentes. Segundo o diplomata americano Daniel Lewis Foote,"Aristide criou [as gangues] propositalmente, no início dos anos 1980, como uma voz, como um meio de obter algum poder, [...] e elas se transformaram ao longo dos anos".
Após o terremoto de 2010, gangues mais jovens e mais cruéis superaram o domínio das gangues mais antigas e mais alinhadas politicamente. Os grupos armados de jovens tornaram-se cada vez mais poderosos. O terremoto também levou a uma fuga em massa de criminosos das prisões. A MINUSTAH, uma operação de manutenção da paz da Nações Unidas no Haiti, lançada após o fim do Golpe de Estado de 2004, não conseguiu conter a agitação e cometeu seus próprios abusos.
Desde o fim da MINUSTAH em outubro de 2017, houve um aumento da violência relacionada a gangues, bem como um aumento da violência contra civis, destacando-se o Massacre de La Saline, em Porto Príncipe (2018), no qual foram mortos 71 civis.
De 2017 a 2021, os líderes políticos do Haiti se viram mergulhados em uma crise; o Parlamento Haitiano foi colocado num impasse; a administração pública deixou gradualmente de funcionar por falta de financiamento, e o sistema judiciário entrou em colapso de facto.  As eleições foram adiadas várias vezes. A economia do país foi seriamente abalada pelos repetidos desastres naturais e a crescente agitação, o que agravou ainda mais a crise.  A jornalista Ellen Ioanes, da Vox, assim resumiu a história recente do país: "O Haiti enfrentou crises graves e cada vez piores, incluindo um terremoto devastador em 2010, inundações, epidemias de cólera, furacões e líderes corruptos, ditatoriais e incompetentes". As gangues ocuparam o vácuo de poder político, mediante a  cooperação do políticos, e assumiram também o poder econômico, por meio de esquemas de extorsão, sequestros e assassinatos. 
Em junho de 2025, segundo a OIM, havia cerca de 1,3 milhões deslocados internos no Haiti, em razão da violência das gangues.

## Gangues conhecidas
Em 2022, os investigadores estimaram que cerca de 200 gangues operavam em todo o Haiti. Destas, metade estava localizada em Porto Príncipe. As gangues mais influentes controlam grandes áreas de território, incluindo municípios e comunas inteiras.
- "Aliança G9",[20] oficialmente Fòs Revolisyonè G9 an Fanmi e Alye (Forças Revolucionárias da Família G9 e Aliados):[21] foi fundada e é liderada por Jimmy Chérizier, apelidado de Barbecue, um ex-policial.[21][22] O G9 está sediado nas comunas de Delmas, Pétion-Ville, na capital, e em partes de Carrefour. A aliança G9 inclui muitos antigos soldados e polícias nas suas fileiras e esteve durante muito tempo ligada ao PHTK, distanciando-se depois que Ariel Henry se tornou presidente. O G9 apresenta-se agora como uma organização revolucionária,[23] e começou a criar uma rede de alianças a nível nacional denominada “G20”.[22]
  - Gangue Delmas 6: gangue pessoal de Jimmy Chérizier, chefe geral do G9.[22] A gangue já operava enquanto Chérizier ainda era um policial ativo, indicando os fortes vínculos da gangue com as forças de segurança haitianas.[12]
  - "Baz Pilate": uma das gangues mais importantes da capital, composta principalmente por ex-policiais de elite da SWAT.[24]
  - Baz Krache Dife[22]
  - Nan Ti Bwa[22]
  - Simon Pelé's gang[22]
  - Baz Nan Chabon, Waf Jérémie[22]
  - Nan Boston,[22] também chamada de "gangue de Boston"[25]
  - Gangue Belekou[22][25]

- "G-Pep": esta aliança de gangues foi formada em resposta direta ao G9. Foi organizada pela gangue Nan Brooklyn e seu chefe Jean Pierre Gabriel (também conhecido como "Ti Gabriel"). Acredita-se que o G-Pep esteja ligado a partidos de oposição haitianos e/ou a "um conhecido empresário haitiano". Está centrada na Cité Soleil de Porto Príncipe.[24]
  - Gangue Nan Brooklyn,[24] também chamada de "gangue do Brooklyn"[25]
- "400 Mawozo": maior gangue do Haiti, baseada principalmente em Ganthier e Tabarre, em Porto Príncipe, e em Pétion-Ville. É constituída em grande parte por deportados, antigos líderes de grupos de oposição, antigos contrabandistas e agentes da polícia. Em 2022, alinhou-se com o "G-Pep" depois de o seu líder ter sido extraditado para os Estados Unidos.[26]
- "Grand Ravine" e "5 Second": duas gangues de jovens baseadas em Martissant, em Porto Príncipe; consiste principalmente em vigilantes e "organizações populares" anteriormente ligadas ao Fanmi Lavalas.[24]
- "Baz Galil": com sede fora da capital, consiste principalmente de deportados dos Estados Unidos e está intimamente ligada ao PHTK, a várias agências governamentais e outras gangues.[20]
- "Gangue Titanyen": Opera em Cabaret.[25]
- "Base 5 Secondes": Opera em Village de Dieu.[27]
- "Gangue Canaan": Opera em Cabaret.[25]

## Violência sexual
Em dezembro de 2023, os Estados Unidos sancionaram quatro líderes de gangues, dentre os quais Johnson André, líder da gangue 5 Segond, que o Departamento do Tesouro dos Estados Unidos identificou como sendo responsável por mais de 1.000 casos de violência sexual, em 2022. O estupro – que só se tornou crime no Haiti em 2005 – está a ser utilizado por gangues como forma de humilhar aqueles que vivem em bairros de gangues rivais.

## Coalizão pré-FRG9
Em maio de 2020, uma coalizão de onze gangues (Delmas 19, Delmas 6, Delmas 95, Nan Barozi, Nan Belekou, Nan Boston, Nan Chabón, Nan Ti Bwa, Pilate Base, Simon Pele, Wharf de Jeremie) foi fundada para operar em vários bairros de Porto Príncipe como forma de garantir e expandir o controle territorial. No mesmo mês, atacaram civis nos bairros da capital haitiana, matando 34 pessoas, em no final do mês a coalizão foi dissolvida.

## Fundação da FRG9 e início dos massacres
Após esses ataques, outra coalizão de nove gangues foi anunciada em um vídeo no Youtube como sendo fundada em Porto Príncipe sob o nome de Fòs Revolisyonè G9 an Fanmi e Alye (Forças Revolucionárias da Família G9 e Aliados) para operar para o desenvolvimento dos bairros mais desfavorecidos do Haiti. A coalizão é liderada por Jimmy Chérizier, apelidado de Barbecue, um antigo oficial de polícia. Desde a fundação da coalizão, foi responsável por muitos massacres contra civis e confrontos com outras gangues rivais. De 2020 a 2021, a FRG9 foi responsável por uma dezena de massacres, nos quais morreram pelo menos 200 pessoas.
Acreditava-se que a FRG9 tinha laços estreitos com o governo do presidente Jovenel Moïse, acusado de corrupção em grande escala, porque os membros da coalizão escapavam das perseguições policiais após os massacres e confrontos. Chérizier se destacou nesse aspecto porque, apesar dos mandados de prisão contra si, continuou a circular livremente e a ter uma presença ativa nas redes sociais sem nenhuma tentativa das forças governamentais do Haiti de prendê-lo efetivamente, além disso a coalizão passou a atacar os bairros onde os civis realizavam protestos contra o presidente e a G9 também iniciava confrontos contra gangues rivais com o apoio da polícia.
Na sequência do assassinato de Jovenel Moïse, em 7 de julho de 2021, a G9 passou a auxiliar o governo na perseguição aos 28 criminosos estrangeiros. Com o assassinato do presidente, Ariel Henry, que supostamente estaria ligado ao homicídio de Moïse, tornou-se presidente do Haiti, depois disso a violência aumentou. Em janeiro de 2021, outra gangue, chamada G-Pep, liderada por Gabriel Jean-Pierre, foi fundada em Porto Príncipe e começou a lutar contra o FRG9 pela liderança criminal. Em 12 de maio de 2021, durante um confronto com a G-Pep, Chérizier foi ferido. De 8 a 9 de julho de 2022, a violência entre as duas gangues aumentou após o início de um confronto nos bairros de Porto Príncipe, que matou 89 pessoas e feriu 74.
O conflito fez com que o terminal de campo próximo de Varreux cessasse suas operações, resultando numa escassez mais drástica de combustível, pois dois caminhões-tanque não puderam ser descarregados, e os Médicos Sem Fronteiras afirmaram que a organização não conseguiu acessar a favela devido à violência. Na sequência dos combates e do aumento do preço do combustível pela crise socioeconômica, em 12 de setembro, a FRG9 iniciou confrontos contra o governo e bloqueou o terminal de combustíveis de Varreux, o maior depósito de combustíveis do país. Em resposta, o governo - com a ajuda dos Estados Unidos e do México - enviou tropas estrangeiras e veículos blindados contra a organização criminosa em 15 de outubro. Em 6 de novembro de 2022, depois de duas semanas de negociações com o governo haitiano e após uma ofensiva armada lançada pela Polícia Nacional do Haiti, a coalizão de gangues G9 cedeu o controle do terminal de combustível de Varreux.

### Obras citadas
- Walker, Summer (Outubro de 2022). «Gangs of Haiti: Expansion, power and an escalating crisis» (PDF). Geneva: Global Initiative Against Transnational Organized Crime
- «Regional Overview Latin America & the Caribbean April 2023» (PDF). Geneva: ACLED. Maio de 2023
- «Killing with Impunity: State-Sanctioned Massacres in Haiti» (PDF). Harvard. Abril de 2021
- «Attacks on deprived neighborhoods» (PDF). RNDDH. 23 de junho de 2020
- «Massacres in Bel-Air and Cité Soleil Under the Indifferent Gaze of State Authorities» (PDF). RNDDH. 20 de maio de 2021